# Storm Thorgerson

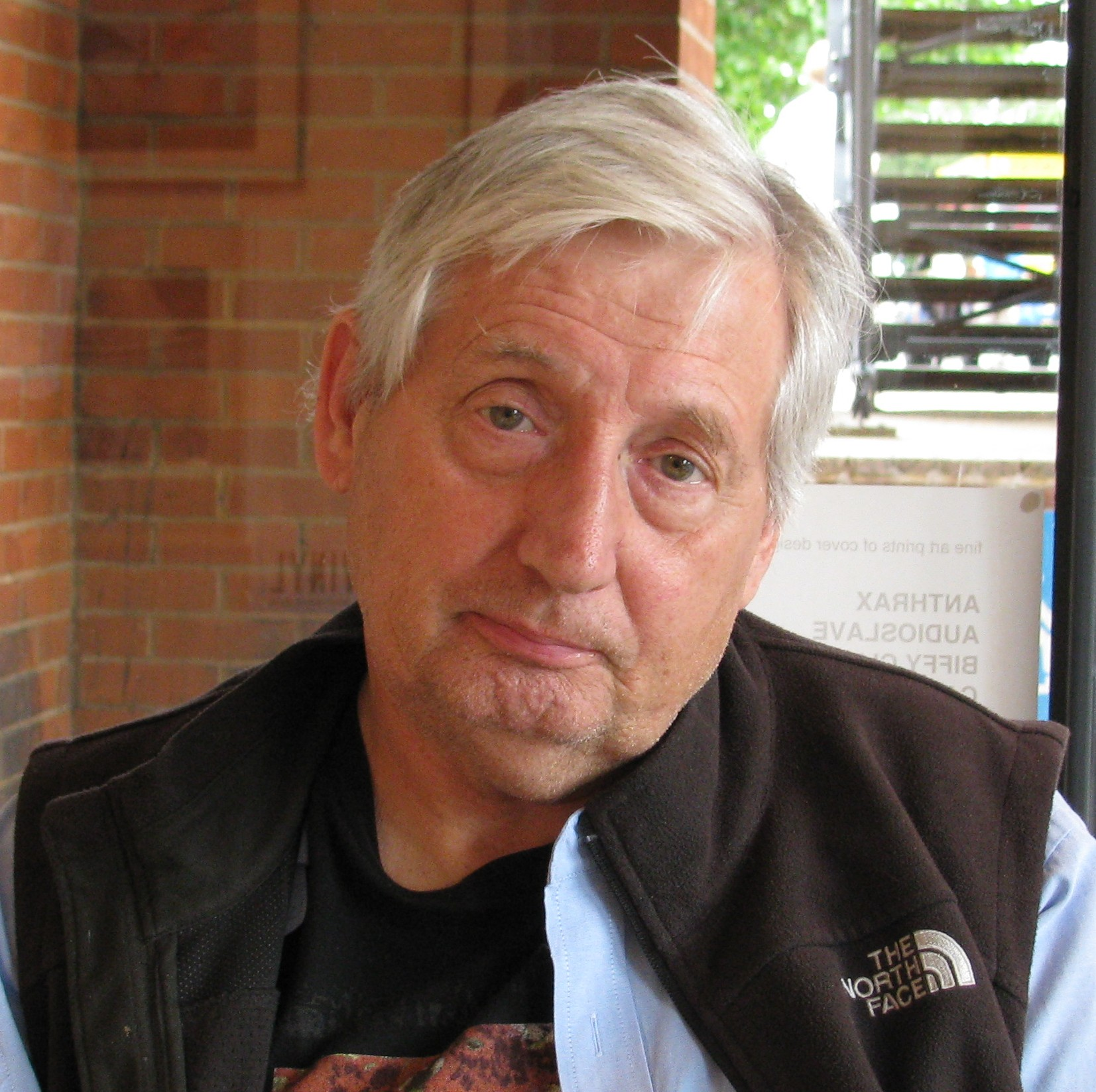
Storm Thorgerson in juli 2010

Storm Elvin Thorgerson (Potters Bar, 28 februari 1944 – Noord-Londen, 18 april 2013) was een Brits kunstenaar, tekenaar en medeoprichter van de gerenommeerde kunstdesignstudio Hipgnosis. Hij is vooral bekend als de albumhoesontwerper van de Britse rockgroep Pink Floyd.

## Hipgnosis: ontstaan
Thorgerson studeerde af aan de Royal College of Art, samen met Aubrey 'Po' Powell (geboren in 1946 in Sussex). Samen experimenteerden ze graag met foto's en hielden ze zich bezig met het fotograferen van hun vrienden die in bands speelden.
In 1968 richtten ze samen met Peter Christopherson de kunstdesignstudio Hipgnosis op. De naam Hipgnosis stond geschreven op de vloer van de flat die ze huurden en leek hen de geschikte naam voor hun studio. Ze wilden innovatieve (hypnotiserende) foto's en tekeningen ontwerpen. Een van de bands waarmee ze bevriend waren, was Pink Floyd. Het eerste album dat Thorgerson en Powell ontwierpen was dan ook een Pink Floyd-album, A Saucerful of Secrets uit 1968.
Bijna alle albums van Pink Floyd werden ontworpen door Hipgnosis: van More (1969), Atom Heart Mother (1970), Dark Side of the Moon (1973) tot  A Momentary Lapse of Reason (1988), The Division Bell (1994), Echoes (2001) en PULSE (cd/dvd, 1995/2006).

## Internationaal succes
Hipgnosis verwierf grote bekendheid met de ontwerpen van de Pink Floyd-hoezen, met als gevolg dat vele artiesten een beroep op hen deden. Het duo ontwierp zo ook de albumhoezen, affiches en zelfs T-shirts voor onder meer: Led Zeppelin, Black Sabbath, Genesis, Peter Gabriel, Paul McCartney, Anthrax, Foreigner, Catherine Wheel, Alan Parsons, Scorpions, Styx, Megadeth, The Nice, Phish, Kansas, Al Stewart, Mike Oldfield, Wings, Bad Company, Robert Plant, Strawbs, Yes, Emerson, Lake & Palmer, Renaissance, Wishbone Ash, The Alan Parsons Project, 10cc, Rainbow en Goose.

## Hipgnosis (1968-1983)
In 1983 stopte na 15 jaar de samenwerking tussen Thorgerson en Powell. Thorgerson bleef albumhoezen maken voor onder meer Pink Floyd, The Cranberries, Audioslave, Phish, The Cult, Ian Dury, Dream Theater, The Offspring, Ween, Muse en The Mars Volta. Net als Powell maakte hij video's voor onder meer Pink Floyd. Met de Pink Floyd-video Learning to Fly (1988) won hij de prijs voor beste regisseur op de American Billboard Awards. Het succes van deze video leidde ertoe dat hij ook reclamespots ging maken. Zijn regie voor "One Great Thing" won de Golden Rose in Schotland. Thorgerson werkte ook aan documentaires, waaronder het tweedelige Art of Tripping (1993) voor Channel 4 en de wetenschappelijke documentaire Rubber Universe voor Equinox. In 1994 maakte hij 6 korte films voor Pink Floyd. Deze filmpjes werden tijdens de tournee The Division Bell afgespeeld.
In 2006 ontwierp hij de albumhoes voor Black Holes and Revelations van Muse.
Thorgerson woonde in Noord-Londen, had een zoon uit zijn eerste huwelijk en was getrouwd met een vrouw die twee kinderen heeft. Hij overleed op 69-jarige leeftijd.
Naast John Pasche, Peter Saville, Hugh Syme, Derek Riggs, Russel Mills, Ioannis e.a. behoren Storm Thorgerson en Aubrey Powell tot de belangrijkste ontwerpers in muziekland, maar zij kenden wel het meeste succes.

## Bekendste albumhoezen
- 10cc - How Dare You! (1975), Bloody Tourists (1978), Greatest Hits (1979)
- AC/DC - Dirty Deeds Done Dirt Cheap (1981)
- Alan Parsons - Try Anything Once (1993), On Air (1996), Alan Parsons: The Time Machine (1999)
- Anthrax - Stomp 442 (1995)
- Audioslave - Audioslave (2002)
- Blinker The Star - August Everywhere (1999)
- Brand X - Moroccan Roll (1975)
- Bruce Dickinson - Skunkworks (1996)
- Catherine Wheel - Chrome (1993)
- The Cranberries - Bury the Hatchet (1999)
- Dream Theater- Falling Into Infinity (1997), Once In A LIVEtime (1998), 5 Years in a LIVEtime (1998), Octavarium (2005)
- Ellis Beggs & Howard - Homelands (1989)
- Ethnix - Home is Where the Head Is (2002)
- Gentlemen Without Weapons - Transmissions (1988)
- Ian Dury & The Blockheads - Mr Love Pants (1998)
- Led Zeppelin - Houses of the Holy (1973), Presence (1977), In Through The Out Door (1979)
- The Mars Volta - De-loused in the Comatorium (2003), Frances The Mute (2005)
- Muse - Absolution (2003), Black Holes and Revelations (2006)
- The Nice - Elegy (1971)
- Peter Gabriel  Peter Gabriel (I) (1977), Peter Gabriel (II) (1978), Peter Gabriel (III) (1979)
- Phish - Slip Stitch And Pass (1997)
- Pink Floyd  A Saucerful of Secrets (1968), More (1969), Ummagumma (1969), Atom Heart Mother (1970), Meddle (1971), Obscured by Clouds (1972), Dark Side of the Moon (1973), A Nice Pair (1974), Wish You Were Here (1975), Animals (1977), A Momentary Lapse of Reason (1987), The Delicate Sound of Thunder (1988), The Division Bell (1994), P.U.L.S.E. (1995), Is There Anybody Out There? - The Wall Live (2000), Echoes - The Best of Pink Floyd (2001)
- Quatermass - Quatermass
- Ragga & The Jack Magic Orchestra - Ragga (1997)
- Styx - Pieces of Eight (1978)
- Thornley - Come Again (2004)
- Trees - On the Shore (1971)
- Umphrey's Mcgee - Safety In Numbers (Umphrey's McGee Album) (2006)
- Ween - The Mollusk (1997)
- Yourcodenameis:milo - Rapt. Dept. (2005), 17 (2005), Ignoto (2005)
- Goose - Synrise (2010)